# Forrai Zoltán
Forrai Zoltán (eredeti neve: Fleischer Zoltán) (Kám, 1901. október 20. – Hollandia, 1996.) magyar grafikusművész, újságíró, fotóművész, karikaturista.

## Életpályája
Szülei: Fleischer Pál és Fischer Emma voltak. Szombathelyen végezte el az iskolát. Már diákként megmutatkozott tehetsége. Rippl-Rónai József hatására döntött a művészi pálya mellett. 1922-ben Münchenben Hans Hoffmannál tanult; Párizsban is járt. Karikaturistaként a Maggendorfer Blatter szatíralapnak dolgozott hosszú ideig. 1923-tól Budapesten élt és alkotott. A Borsszem Jankó folyóirat és több magyar hetilap munkatársa volt. Baloldali beállítottsága miatt 1938-ban emigrált; Hollandiában telepedett le. Itt az újságírás és a karikatúra mellett fotózással foglalkozott; több albuma is megjelent. A második világháború alatt holland újságokban képregénysorozatot jelentetett meg De Avonturen van Pipa címmel, melyet később több nyelvre lefordítottak, és a háború után könyvben is kiadtak. 1948-ban egy regionális újságban egy magyar fiúról szóló karikatúrasorozatát is publikálta De Lotgevallen van Miklós címen. Hosszú ideig dolgozott a Vrij Nederland nevű újságnál, ahol az írás mellett cikkeket és novellákat is illusztrált. Munkásságát itthon az 1970-es évektől kezdték megismerni, amikor egy csomag két világháború közötti karikatúráját adományozta a Magyar Nemzeti Múzeum számára, melyből kiállítás is volt. Életműkiállítása a Szombathelyi Képtárban volt 1986-ban.
Számos karikatúrát őriz tőle a Magyar Zsidó Múzeum és Levéltár gyűjteménye, melyek Vázsonyi Vilmos és Vázsonyi János hagyatékából, ajándékként kerültek oda.